# Bão Aere (2016)
Bão Aere, còn được biết đến ở Philippines với tên gọi là bão Julian hay bão số 6 năm 2016 ở Việt Nam, là 1 cơn bão nhiệt đới trên Biển Đông, và là cơn bão thứ 6 hoạt động trên Biển Đông trong năm 2016. Từ trước đến nay, hiếm có cơn bão nào có quỹ đạo lạ như cơn bão này.

## Lịch sử khí tượng
Vào đầu tháng 10 năm 2016, một vùng đối lưu khí quyển rộng lớn tồn tại ở phía đông-đông nam của Căn cứ Không quân Andersen trên đảo Guam. Trong vài ngày tiếp theo, nó di chuyển theo hướng tây bắc và bắt đầu phát triển thành một trung tâm hoàn lưu mực thấp. Sau đó nó được Cục Khí tượng Nhật Bản (JMA) phân loại là một áp thấp nhiệt đới trong ngày 4 tháng 10, khi nó ở cách khoảng 1.000 km (620 mi) về phía đông bắc của Manila ở Philippines, về phía đông của Quần đảo Babuyan. Cuối ngày hôm đó, PAGASA đã đặt tên cho nó là Julian. JTWC bắt đầu đưa ra lời khuyên về nó khi nó di chuyển về phía tây trong ngày 5 tháng 10, với ký hiệu là 22W. Sau khi hình ảnh vệ tinh mô tả sự gia tăng đáng kể của đối lưu, tất cả các cơ quan đã phân loại Julian là một cơn bão nhiệt đới, và JMA đã đặt tên cho nó là Aere. Vài giờ sau, khi Aere nổi lên ở cực bắc của Biển Đông, Aere đạt cường độ cực đại với sức gió 110 km/h (70 mph) trong 10 phút. Ngay sau đó, do gần như ở cùng một khu vực trong nhiều giờ, Aere bắt đầu suy yếu.
Sau đó, vùng áp thấp di chuyển theo hướng tây nam vào ngày 12 tháng 10, cho đến khi vùng áp thấp Aere mạnh lên thành một áp thấp nhiệt đới vào sáng ngày 13 tháng 10. JMA bắt đầu theo dõi áp thấp nhiệt đới này và JTWC cũng ban hành lại các khuyến cáo. Mặc dù nó không trở thành một cơn bão nhiệt đới yếu, JTWC đã đưa ra khuyến cáo cuối cùng và ngay sau đó nó đổ bộ vào đất liền cách Đà Nẵng vài km về phía bắc. Nó di chuyển về phía Lào và Thái Lan cho đến khi tan hoàn toàn vào cuối ngày hôm đó.

## Ảnh hưởng

### Philippines
Bão Aere với sức gió 85 km/giờ đã đổ bộ vào miền đông nước này. Chính phủ Philippines cho biết, cơn bão Aere (tiếng địa phương gọi là Bebeng) đến nay đã làm ít nhất 15 người chết, gây thiệt hại về hoa màu ước tính là 2,7 triệu USD.

### Việt Nam

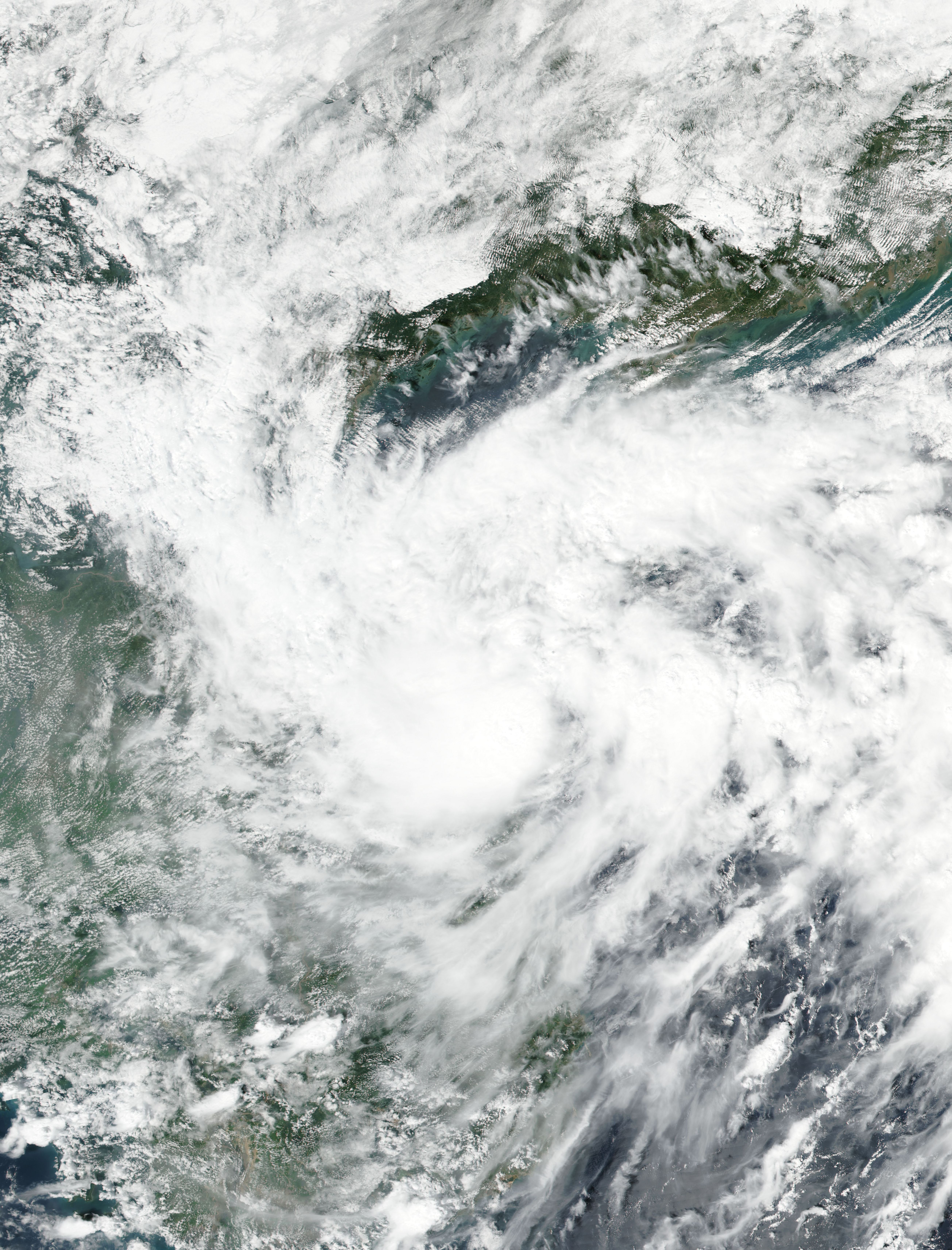
Tropical Depression Aere approached Central Vietnam in October 13

Cơn bão Aere được goị là bão số 6 ở Việt Nam. Sau khi Aere mạnh lên thành áp thấp nhiệt đới vào ngày 13 tháng 10, nó đổ bộ vào Huế, đạt đỉnh gió giật cấp 9 (theo thang sức gió Beaufort). Nó gây ra lượng mưa rất lớn ở Bắc–Trung Bộ Việt Nam, với lượng mưa khoảng 300–900 mm (1–3 ft), được ghi nhận ở các tỉnh ven biển, lượng mưa lớn đạt đỉnh là ở Đồng Hới với 747 mm (29,4 in), kỷ lục từ năm 1955. Mưa lớn do tàn dư của bão Aere và gió mùa đông bắc gây lũ lụt ở Bắc Trung Bộ từ ngày 13 đến ngày 17 tháng 10 năm 2017. Tổng cộng có 37 người thiệt mạng, chủ yếu ở Quảng Bình với 22 người. Tổng thiệt hại ước tính cho các công trình giao thông là 130 tỷ đồng. Tại tỉnh Quảng Bình, 93 nghìn ngôi nhà, 2 nghìn hoa màu và 600 ha diện tích cây trồng hàng năm bị phá hủy. Tại Hà Tĩnh, 3.200 ha đất nông nghiệp bị tàn phá và tổng số 175 nghìn con gia súc, gia cầm bị chết; tổng thiệt hại lên tới 994 tỷ đồng. Tổng thiệt hại do lũ lụt lên tới 4,6 nghìn tỷ đồng. Một số ý kiến cho rằng Bắc Trung Bộ Việt Nam đã phải hứng chịu lũ lụt tồi tệ nhất kể từ năm 2010.